# Arthur M. Wilson
Arthur M. Wilson (Illinois, 26 de julio de 1902-6 de diciembre de 1979), fue un historiador de la literatura y un universitario estadounidense de renombre. Escribió la mejor biografía de Diderot existente hasta hoy.

## Trayectoria
Arthur Wilson nació en Illinois y vivió durante su infancia en un rancho de Nebrasca.
Estudió en el Yanton College de Dakota del sur, después lo hizo en el Exeter College de Oxford. Se doctoró en Harvard en 1933, y desde ese momento enseñó en el Dartmouth College de New Hampshire. 
En principio, ocupó una cátedra dedicada a la biografía; desde 1944, fue nombrado 'professor of biography and government', para que enseñase historia y política.
Tras publicar un libro sobre la política extranjera del Cardenal Fleury (Harvard University Press, 1936), empezó a preparar, en exclusiva, su gran obra de investigación total sobre Diderot, que le ocuparía la vida entera. Se daba la circunstancia de que sólo desde 1947 pudo conocerse bien a Diderot, gracias a los descubrimientos de papeles suyos olvidados (fondos Vandeul), y de los que hizo uso también Wilson.
En 1957, publicó The Testing Years, 1713-1759 sobre el impulsor de la Enciclopedia, y fue considerado ya como una obra maestra. Este trabajo, de más de 400 pp., se convertirá luego en la primera mitad de su gran obra bio-bibliográfica, cuando lo ajuste con una segunda parte de igual tamaño —The Appeal to Posterity—, donde analiza minuciosamente la carrera del 'philosophe' desde 1760 hasta 1783 (con su vida íntima incluida); se publicará ya en un único libro, titulado Diderot (Nueva York, Oxford University Press, 1972). Se considera que ese trabajo, Diderot, tan exhaustivo y claro, documentado y vibrante, es un hito de las universidades norteamericanas.
Su Diderot se tradujo en Milán por la editorial Feltrinelli en 1971 y 1977; también se vertió a otras lenguas, pero tuvo que esperar a 1985 para que apareciera en Francia por Laffont, pese a las continuas apelaciones de los especialistas franceses para su difusión en la lengua del propio Diderot.
Wilson fue miembro de la sociedad Dix-huitième Siècle desde su aparición. Recibió, en 1939, el premio de la American Historical Associations. 
Se retiró en 1967, y sus alumnos crearon el premio Arthur Wilson de enseñanza, dada su trayectoria. Por su Diderot, una obra maestra insuperada y poco superable por lo que se ha visto desde entonces, recibió el National Book Award de 1973, antes de su muerte en 1979.